# Lutter (Aa)
Die Lutter, auch Bielefelder Lutter oder Weser-Lutter, Name nach dem Landesamt für Natur, Umwelt und Verbraucherschutz NRW Lutterbach, ist ein 12,1 km langer Bach in Bielefeld in Nordrhein-Westfalen, Deutschland. Die Lutter ist der rechte Quellfluss der Westfälischen Aa.

## Geographie
Der Bach entspringt im Bielefelder Stadtteil Quelle in direkter Nachbarschaft zur Gütersloher Lutter. Der Quellbereich mit anschließendem Erlenbruchwald ist als Naturdenkmal Nr. 2.3-103 ausgewiesen.
Die Lutter (Lutterbach) nimmt bei km 3,1 von rechts die Windwehe auf, die bis dort schon eine längere Fließstrecke zurückgelegte, als die Lutter (Lutterbach) insgesamt lang ist. Später vereinigt sich die Lutter (Lutterbach) noch auf Bielefelder Stadtgebiet kurz hinter der Milser Mühle mit dem Johannisbach. Der Johannisbach wird ab dem Zusammenfluss meist als Westfälische Aa bezeichnet.

## Geschichte
Die Bielefelder Lutter ist nicht natürlichen Ursprungs, sondern wurde im Jahr 1452 – sehr zum Ärger der Mönche des Klosters Marienfeld, die um ihre Wasserversorgung fürchteten – von der Gütersloher Lutter kurz hinter der Quelle (dem Lutterkolk) abgegraben und teilweise nach Nordosten umgeleitet. Das Wasser wurde dem Wassergraben zwischen der Bielefelder Alt- und Neustadt zugeführt, wozu die eigentlich durch Bielefeld fließenden Bäche Bohnenbach und Fußbach nicht ausreichten. Dieser Entscheidung wurde vom damaligen Grafen von Ravensberg Gerhard von Jülich und Berg zugestimmt.
Durch diese Maßnahme wurde eine Grundlage geschaffen für die Mühlen, Bleichen und Spinnereien der Stadt.
Wegen der anhaltenden Verschmutzung durch industrielle Abwässer wurde eine private Nutzung nicht mehr möglich, so dass im 19. Jahrhundert mehrere Maßnahmen erwogen wurden. Von 1893 bis Anfang des 20. Jahrhunderts wurde der Lutterbach in Bielefeld auf rund 5,2 km Strecke verrohrt. Um 1910 wurde die offene Lutter in der Bielefelder Oststadt begradigt und in drei Stauteichen aufgestaut. Rund 200 m oberhalb des Hofes Meyer zu Heepen beginnt ein teilweise naturnahes Bachbett, das nördlich um den Stadtteil Heepen herumführt, sich dann nordöstlich nach Baumheide und Milse wendet.
2001 wurde der Verein pro Lutter e. V. gegründet, der es sich zum Ziel gesetzt hat, insgesamt 2,5 Kilometer des Lutterbachs stellenweise wieder freizulegen und als sichtbareren Bach durch die Innenstadt zu führen. Der erste Bauabschnitt am Gymnasium am Waldhof wurde 2004 nach dreimonatiger Bauzeit fertiggestellt. Die unterirdische Verrohrung ist jedoch weiterhin in Gebrauch, da nur ein Teil des Lutterwassers oberirdisch geführt wird und der oberirdische Fluss des Wassers abgestellt werden kann. Ein weiterer Abschnitt in der Ravensberger Straße wurde im Sommer 2022 eröffnet. Der Ausbau vom Finanzamt bis zum Stauteich I ist geplant.

## Name
Zur besseren Unterscheidung spricht man bei der Bielefelder Lutter von der „Weser-Lutter“, da sie über Aa und Werre in die Weser entwässert, und bei der Gütersloher Lutter auch von der „Ems-Lutter“, da ihr Wasser der Ems zufließt.
Die Bezeichnung „Lutter“ ist eine Abwandlung von „lauter“ und stammt aus dem Mittelhochdeutschen, wo es für hell, rein, sauber, pur steht. „Lutter“ ist ein häufiger Fluss- oder Bachname, kommt aber auch in Ortsnamen vor, wie Lutterbeck oder Lutter am Barenberge. Das gleichbedeutende „lauter“ gibt es noch heute als Ausdruck, zum Beispiel ein „lauterer Charakter“ oder „geläutert“.

## Bilder

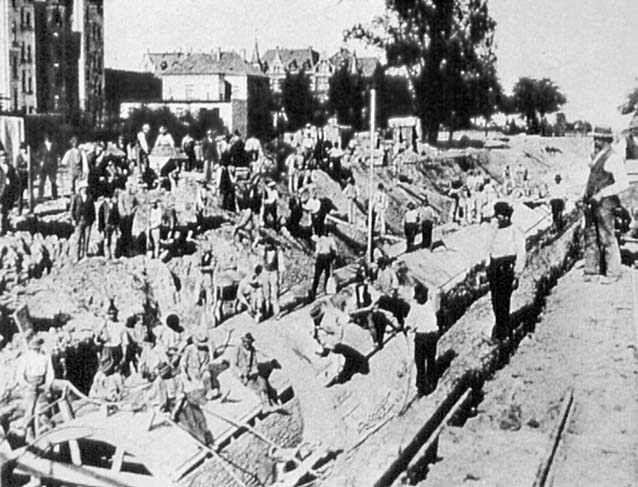
Verrohrung des Lutterbachs in der Ravensberger Straße um 1900
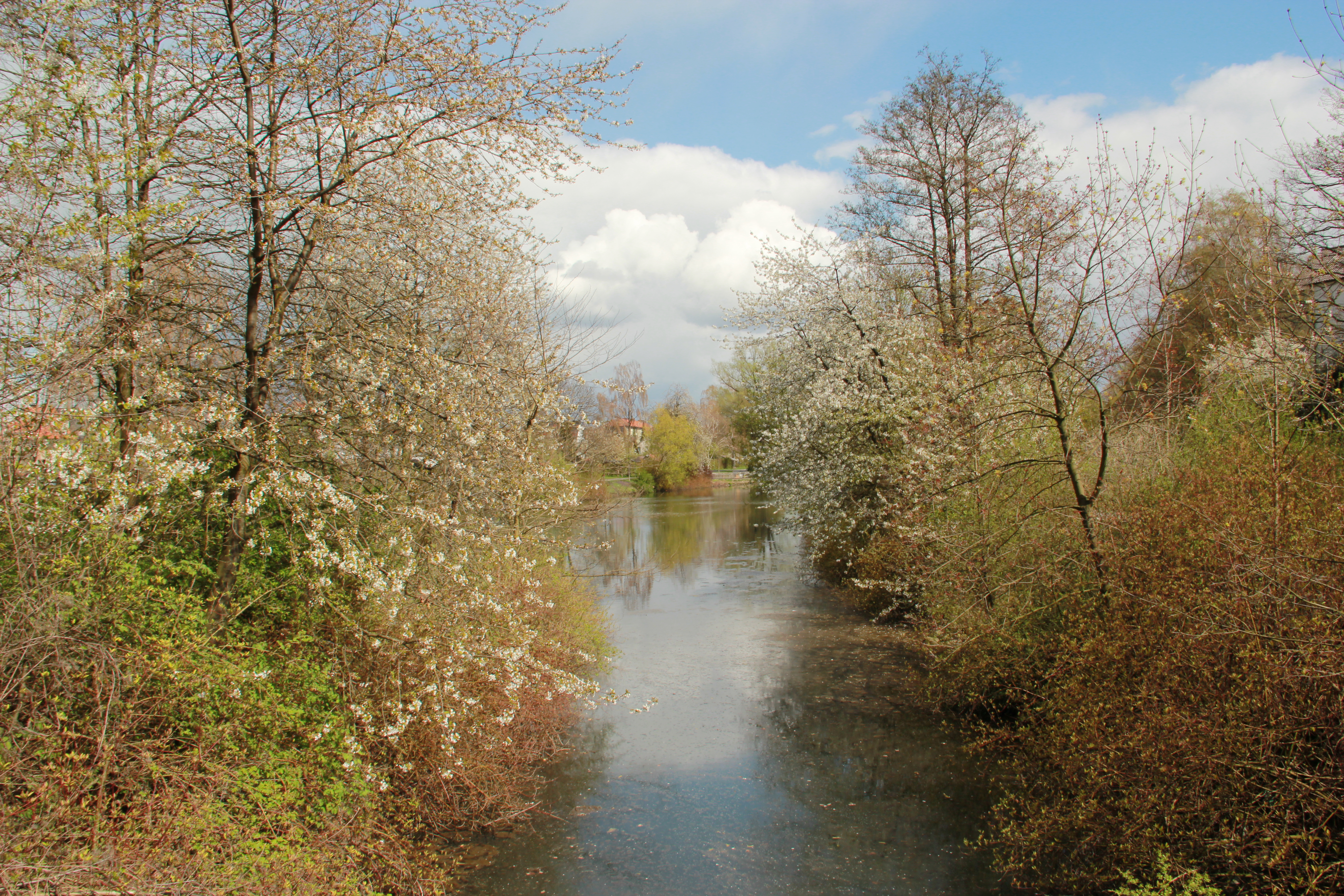
Die Lutter fließt in den Stauteich III in Bielefeld
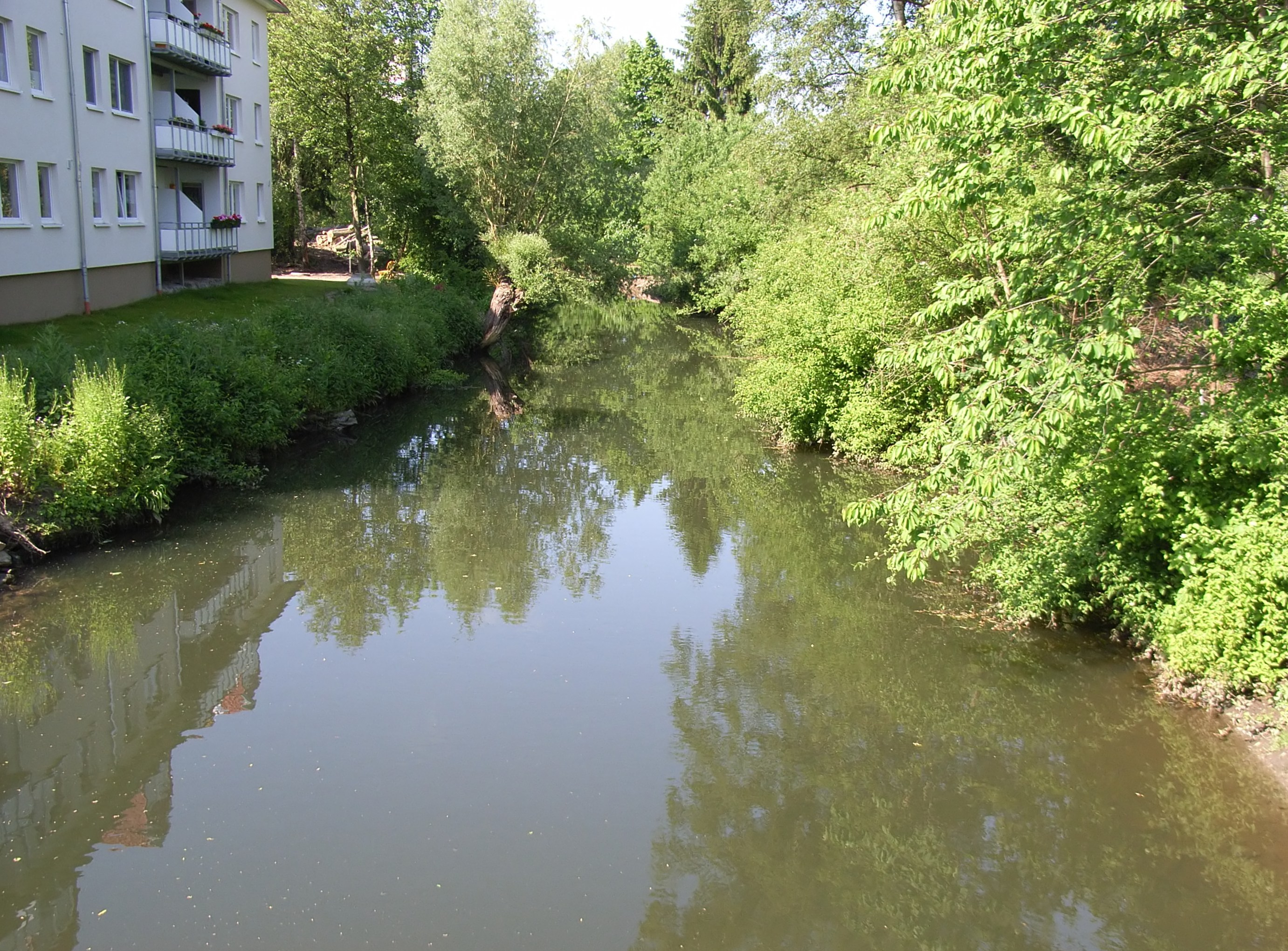
Die Lutter im Stadtteil Milse, kurz bevor sie sich mit dem Johannisbach zur Aa vereinigt.